# Teal Marchande
Belinda Teal Marchande (Lansing, 11 januari 1965) is een Amerikaans actrice, bekend door haar rol als Sheryl Rockmore in de televisieserie Kenan & Kel. Ze had ook een gastrol in de televisieserie Martin.

## Filmografie
- Two Heads Are Better Than None - (2000)
- Planet Patrol - (1999)
- Kraa! The Sea Monster - (1998)
- The Good News - (1998)
- Kenan & Kel - (1996-2000)
- Martin - (1994)